# Lying from You
"Lying from You" é uma canção da banda norte-americana de rock Linkin Park. Foi lançada com um single promocional e se encontra no álbum Meteora, lançado em 2003. A canção foi uma das sete músicas do Linkin Park utilizadas na colaboração entre a banda e o rapper Jay-Z ("Dirt off Your Shoulder/Lying from You") no álbum  Collision Course lançado em novembro de 2004.

## Faixas
1. "Lying from You" - 2:55
2. "Faint" - 2:43

## Paradas musicais
| Paradas (2004)                   | Melhor posição |
| -------------------------------- | -------------- |
| Billboard Hot 100                | 58             |
| Billboard Hot 100 Airplay        | 56             |
| Billboard Alternative Songs      | 1              |
| Billboard Mainstream Rock Tracks | 2              |